# Marsilea
Marsilea is een geslacht van ongeveer 65 soorten varens uit de pilvarenfamilie (Marsileaceae). Het zijn kleine, aquatische varens, die met hun lange bladsteel en klaverachtige blaadjes helemaal niet lijken op enige andere varen.
Ze kennen een wereldwijde verspreiding, vooral in subtropische en tropische gebieden van Afrika en Zuid-Amerika. In Europa zijn drie soorten inheems, maar slechts één daarvan, de klaverbladvaren, is ooit Nederland aangetroffen.

## Naamgeving en etymologie
- Synoniemen: Lemma Juss. ex Adans. (1759), Spheroidea Dulac (1867), Marsiglia Rafinesque (1837), Zaluzianskia Neck.
- Engels: Clover Ferns, Water Clover, Four-leaf Clover
- Duits: Kleefarne

De botanische naam Marsilea is een eerbetoon aan Luigi Fernando Marsigli (1656-1730), een Italiaans botanicus.

## Kenmerken

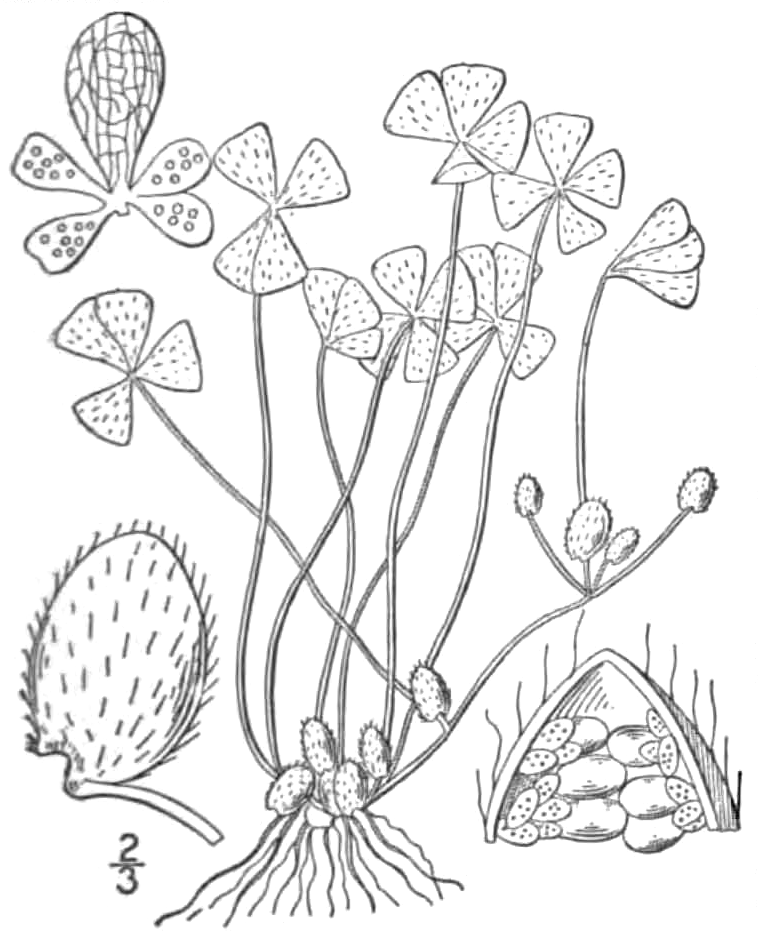
M. vestita, plant met sporocarpen

Marsilea-soorten zijn kleine waterplanten waarvan de sporofyten met rizomen in de bodem wortelen, waaruit een dunne, kruipende bladsteel ontspringt met aan het einde een viertallig samengesteld blaadje. De meeste soorten hebben drijvende bladen, andere hebben een stevige steel en tillen ze boven het water uit. De bladnerven zijn dichotoom vertakt maar dikwijls aan de tip met elkaar verbonden.
De sporenhoopjes zitten verzameld in gesteelde, boonvormige sporocarpen, in oorsprong gemodificeerde bladen, die ontspringen uit de rizomen of uit de basis van de bladstelen, en bevatten twee soorten sporen (heterosporie).
De sporocarpen zijn bijzonder resistent tegen de droogte. Van sommige Australische soorten is geweten dat zij tot 100 jaar kunnen overleven in ongunstige omstandigheden. Zodra ze nat worden, zwelt het gelatineuze binnenste op en splijt de sporocarp open, waarbij een wormachtige massa gelatine die de sporenhoopjes bevat, vrijkomt en ronddrijft op het wateroppervlak, zodat de zodat de sporen in het water kunnen kunnen bevrucht worden.
De gametofyten zijn sterk gereduceerd en ontwikkelen zich endospoor, binnen de spore, en kunnen dus nooit groter worden dan de spore zelf.

## Habitaten verspreiding
Marsilea-soorten zijn aquatische planten die vooral in tijdelijke of permanent poelen en in de modderige oevers van meren en traagstromende rivieren groeien, waar ze minstens een deel van het jaar volledig onder water staan. Ze kennen een wereldwijde verspreiding, met het zwaartepunt in subtropische en tropische streken. De grootste soortendiversiteit is te vinden in Afrika en op sommige oceanische eilanden.
Eén soort, de klaverbladvaren (M. quadrifolia) komt in grote delen van Europa voor en is ook in Nederland aangetroffen. Marsilea strigosa is zeldzaam in het Middellandse Zeegebied, en een derde soort, Marsilea azorica, is endemisch in de Azoren.

## Gebruik
De sporocarpen van sommige Australische soorten zoals Marsilea drummondii zijn eetbaar, en waren reeds bekend bij de Aboriginals en de eerste kolonisten onder de namen ngardu of nardoo. Doch deze varen bevat ook een enzym dat thiamine (vitamine B1) afbreekt, wat bij schapen en paarden kan leiden tot hersenbeschadiging.
De blaadjes van M. crenata worden gebruikt in de Oost-Javaanse keuken, vooral in Surabaya, waar het Pecel Semanggi wordt genoemd en wordt opgediend met pikante pinda's en zoete potato sauce.
Enkele soorten, zoals M. crenata, M. exarata en M. quadrifolia worden als vijver- en aquariumplanten gebruikt.

## Taxonomie enfylogenie
In de recente taxonomische beschrijving van Smith et al. (2006) is het geslacht Marsilea samen met Pilularia en Regnellidium opgenomen in de familie Marsileaceae. Het omvat ongeveer 65 soorten.
De typesoort is Marsilea quadrifolia L. (1753).

### Soortenlijst
- Marsilea aegyptiaca Willd. (1810)
- Marsilea aethiopica Launert (1984)
- Marsilea ancyclopoda A.Braun (1864)
- Marsilea angustifoliav R. Br. (1810)
- Marsilea apposita Launert (1968)
- Marsilea azorica Launert & Paiva (1983)
- Marsilea batardae Launen (1983)
- Marsilea berhautii Tardieu (1955)
- Marsilea botryocarpa Ballard (1962)
- Marsilea brachycarpa A. Br. (1864)
- Marsilea brachypus A. Br. (1864)
- Marsilea burchellii (Kze.) A.Br. (1864)
- Marsilea capensis A. Braun (1864)
- Marsilea condensata Bak. (1886)
- Marsilea coromandeliana Willd. (1810)
- Marsilea coromandelica Burm. f. (1768)
- Marsilea costulifera D.L.Jones (1993)
- Marsilea crenata C.Presl (1825)
- Marsilea crotophora D.M. Johnson (1986)
- Marsilea deflexa A. Braun (1864)
- Marsilea distorta A.Br. (1864)
- Marsilea drummondii A.Braun (1852)
- Marsilea ephippiocarpa Alston (1930)
- Marsilea exarata A.Braun (1870)
- Marsilea fadeniana Launert (1984)
- Marsilea farinosa Launert (1968)
- Marsilea fenestrata Launert (1960)
- Marsilea fimbriata Schum. (1827)
- Marsilea gibba A. Br. (1870)
- Marsilea gracilenta A. Br. (1864)
- Marsilea hirsuta R.Br. (1810)
- Marsilea latzii D. L. Jones (1998)
- Marsilea leiocarpa C. Chr. (1932)
- Marsilea macrocarpa Presl (1845)
- Marsilea macropoda Engelm. ex A.Braun (1847)
- Marsilea megalomanica Launert (1970)
- Marsilea microphylla C. Chr. (1932)
- Marsilea minuta L. (1771)
- Marsilea mollis B.L.Robinson & Fernald (1859)
- Marsilea mutica Mett. (1861)
- Marsilea nashii Underw. (1906)
- Marsilea nubica A.Br. (1864)
- Marsilea oligospora Gooding (1902)
- Marsilea perrieriana C. Chr. (1929)
- Marsilea polycarpa Hook. & Grev. (1829)
- Marsilea poonensis Kolhatkar (1957)
- Marsilea quadrata A. Br. (1870)
- Marsilea quadrifolia L. (1753)
- Marsilea scalaripes D.M. Johnson (1988)
- Marsilea schelpiana Launert (1960)
- Marsilea sinensis Hand.-Mazz. (1929)
- Marsilea strigosa Willd. (1810)
- Marsilea subangulata A. Br. (1870)
- Marsilea subterranea Leprieur; A.Br. (1864)
- Marsilea trichopoda Leprieur; A.Br. (1864)
- Marsilea unicornis Launert (1968)
- Marsilea vera Launert (1960)
- Marsilea vestita Hook. & Grev. (1829)
- Marsilea villifolia Bremek. & Oberm. ex Alston & Schelpe (1952)
- Marsilea villosa Kaulf. (1824)
- Marsilea ×subangulata A.Br. (1870)